# Plava Vinkovačka
Plava Vinkovačka televizija je televizija sa županijskom koncesijom za područje Vukovarsko-srijemske, Osječko-baranjske i dio Brodsko-posavske županije. S emitiranjem je počela 1. veljače 1994. godine, a danas emitira 8 sati programa dnevno, uglavnom vlastite produkcije te programe drugih lokalnih tv postaja poput Z1, Varaždinske TV i Kanala Ri.
Od 1. ožujka 2017. godine s emitiranjem kreće Plava TV sa županijskom koncesijom za područja Virovitičko-podravske i Požeško-slavonske županije te dijelova Bjelovarsko-bilogorske i Brodsko-posavske županije. Od toga dana, Vinkovačka televizija mijenja ime u Plava Vinkovačka za digitalnu regiju D1, dok digitalnu regiju D2 pokriva kanal Plava TV.

## Pokrivenost signalom
Plava Vinkovačka televizija svojim signalom pokriva digitalnu regiju D1, signalom s odašiljača Belje i Borinci u regiji D1 na 44. kanalu UHF-a. Plava TV nalazi se u digitalnoj regiji D2, gdje se nalaze odašiljači na Papuku, Psunju i Košarevcu na 43. kanalu UHF-a. Zajedno pokrivaju sedam županija: Osječko-baranjsku, Vukovarsko-srijemsku, Brodsko-posavsku, Požeško-slavonsku, Virovitičko-podravsku te veće dijelove Bjelovarsko-bilogorske i Sisačko-moslavačke županije, a manjim dijelom pokrivaju Zagrebačku i Koprivničko-križevačku županiju.
Oba kanala, Plava Vinkovačka i Plava TV pokrivaju područje s preko milijun stanovnika.

## Vanjske poveznice
- Plava Vinkovačka televizija - službena stranica